# Хомяк (гора)
Хомяк (укр. Хом'як)— гора, расположенная в юго-восточной части Горган на территории Ивано-Франковской области. Высота — 1542 м, перепад высоты по сравнению с долиной Прута составляет около 700—800 м. Форма крышеобразная. В основном состоит из песчаников. Склоны расчленены притоками рек бассейна Прута (северный склон — притоками Жнеца, южный — Прутцом Яблунецкого). В привершинной части есть только каменные россыпи и осыпи, далее начинаются горные долины и криволесья. Средняя и нижняя часть склонов покрыта смешанным и хвойным лесом.
Гора Хомяк является популярным пунктом в пешеходных маршрутах. С вершины видны соседние горы и хребты: Синяк и Довбушанка (на северо-западе), Яворник (на севере), Лиснив (на востоке), за ним хребет Рокет с горой Космацкой. На юго-востоке видно Черногорский массив с Говерлой.